# R660 (Slovenië)
De regionale weg 660 is een weg in de gemeente Črnomelj in de regio Jugovzhodna Slovenija in Slovenië en is circa 19 kilometer lang. De weg verbindt het stadje Črnomelj met de brug over de Kolpa naar Kroatië bij Žuniči.

## Plaatsen langs de weg
- Črnomelj
- Tribuče
- Bedenj
- Jankoviči
- Dolenjci
- Purga
- Adlešiči
- Gorenjci pri Adlešičih
- Vrhovci
- Marindol
- Miliči
- Žuniči

## Aansluitende wegen
- R218 bij Črnomelj (begin)
- R919 bij Jankoviči
- R919 bij Žuniči